# 镇海鼓楼
镇海鼓楼，又称镇海楼，位于浙江省宁波市镇海区招宝山街道鼓楼东路60号，邻近镇海中学。是古时镇海县城军事设施的一部分，用于瞭望与报时，初建于后梁五代开平年间（公元907—910年），后毁于战火，现存建筑是明洪武二十九年（1396年）所建的部分。1981年7月，镇海鼓楼被公布为县级文物保护单位。

## 历史
镇海鼓楼初建于后梁开平三年，城周450丈，毁于元朝。洪武二十年（公元1387年）为加固海防，在原县城旧基上将卫城周环扩大至1288丈，到洪武二十九年，时任定海卫指挥使的刘澄下令建造卫指挥司署，即为现存建筑前身。清乾隆五十九年（公元1794年），县令汪诚若重建鼓楼屋字，命为镇海楼，其建筑规格与明洪武时建筑一致。重建后的镇海鼓楼占地500平方米，台高5.9米，长32.8米，宽16米，以条石为主要建筑材料，中有月洞高5.0米，宽5.7米。月洞南北有石额，北侧石额写有“东南屏翰”，南侧石额写有“朝宗古迹”。平台上筑单层房屋，重檐歇山顶，围廊面阔5间，中部为厅堂三间。中华人民共和国成立后，镇海鼓楼于1981年7月被公布为县级文物保护单位，1987年，由陈志耀出资进行修缮。

## 轶闻
宋史记载南宋建炎三年（1129年）十二月，高宗赵构曾经在逃亡至昌国（现舟山市）途中经过定海（现镇海区）时，曾在镇海鼓楼上受过群臣朝拜。而建炎四年（1130年）三月，高宗从温州途经定海（现镇海区）时，看到城楼被毁，感叹到“朕为民父母，不能保民，使至于此”，而减免定海（现镇海区）赋税。

## 图集

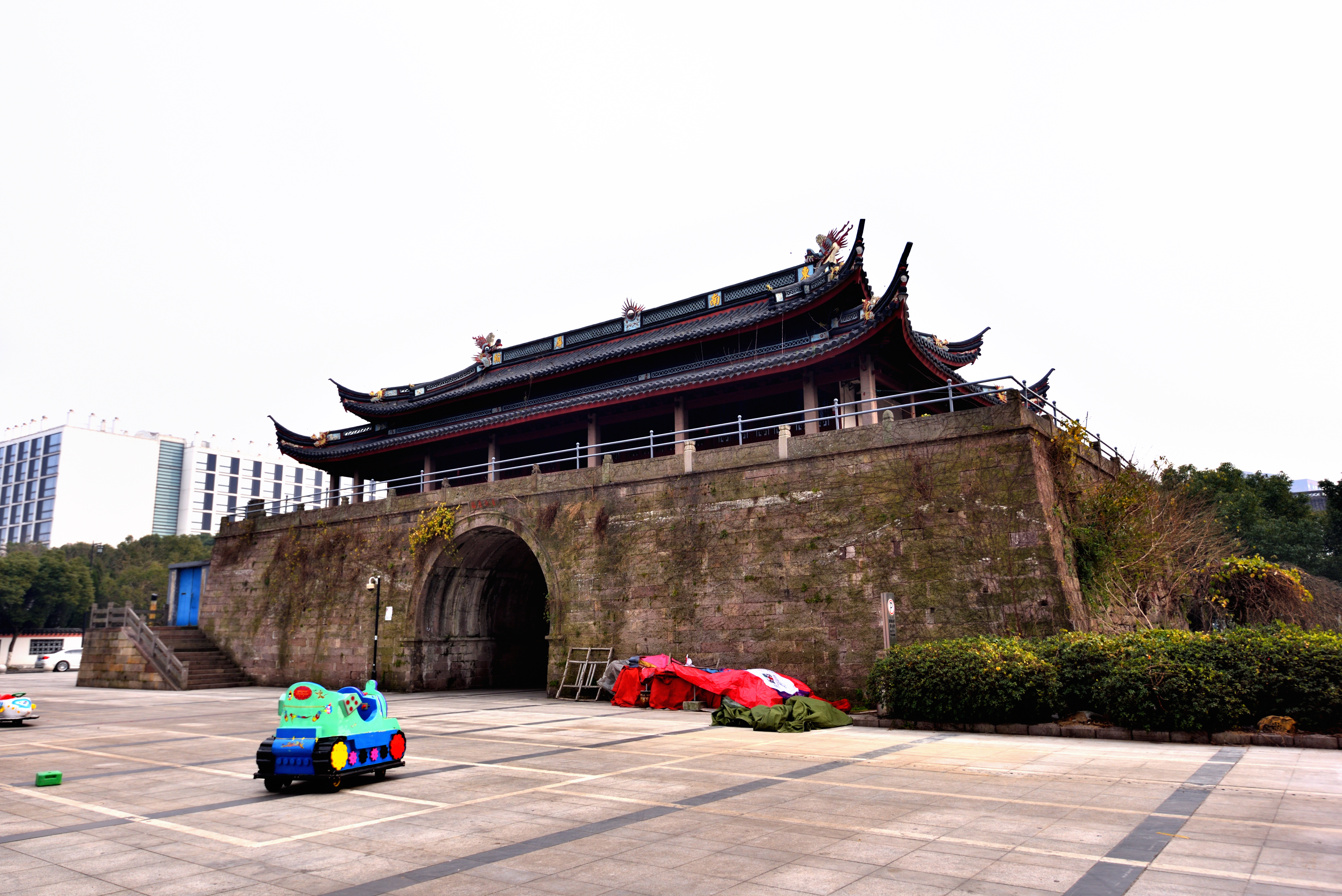
自北侧拍摄的镇海鼓楼
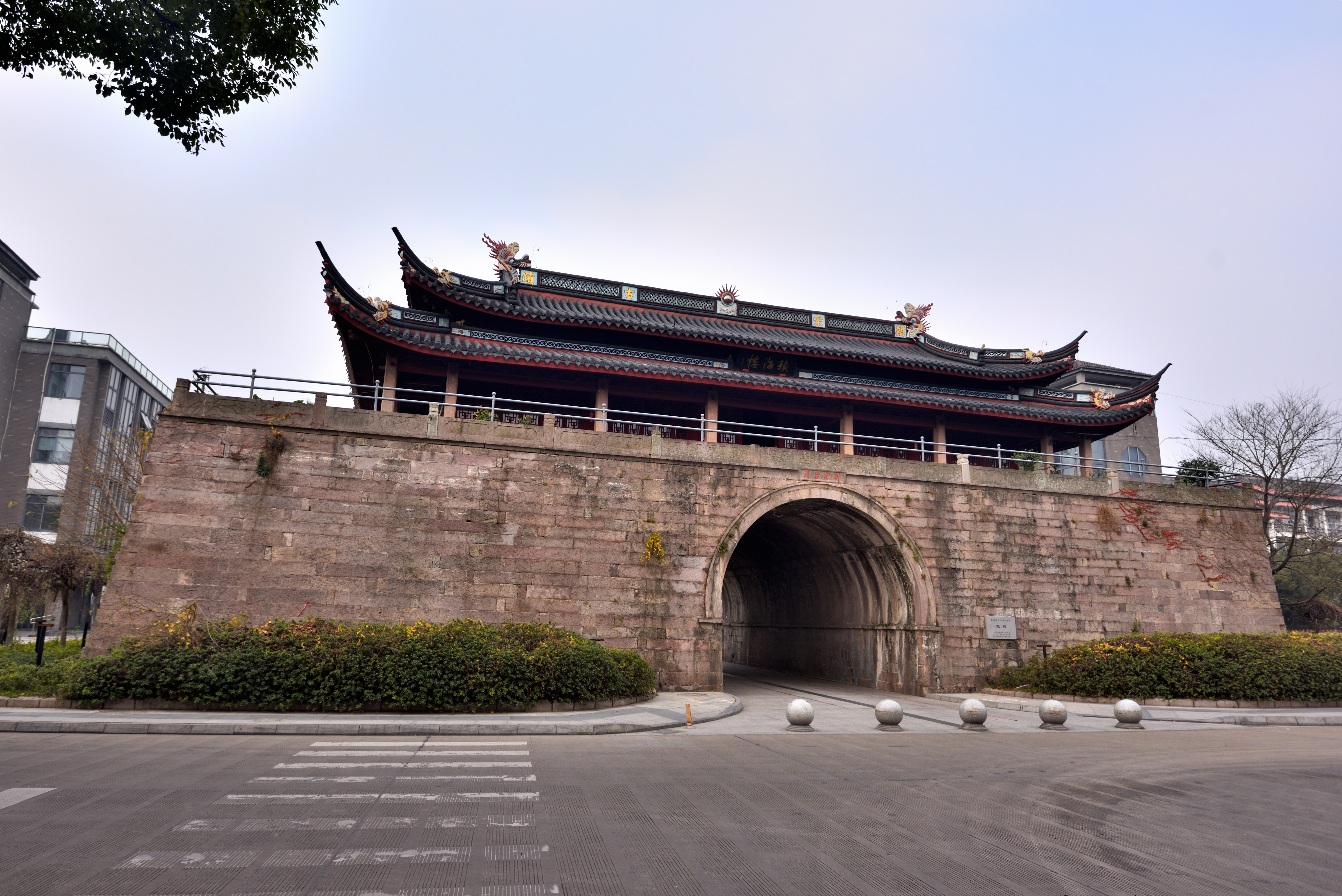
自南侧拍摄的镇海鼓楼
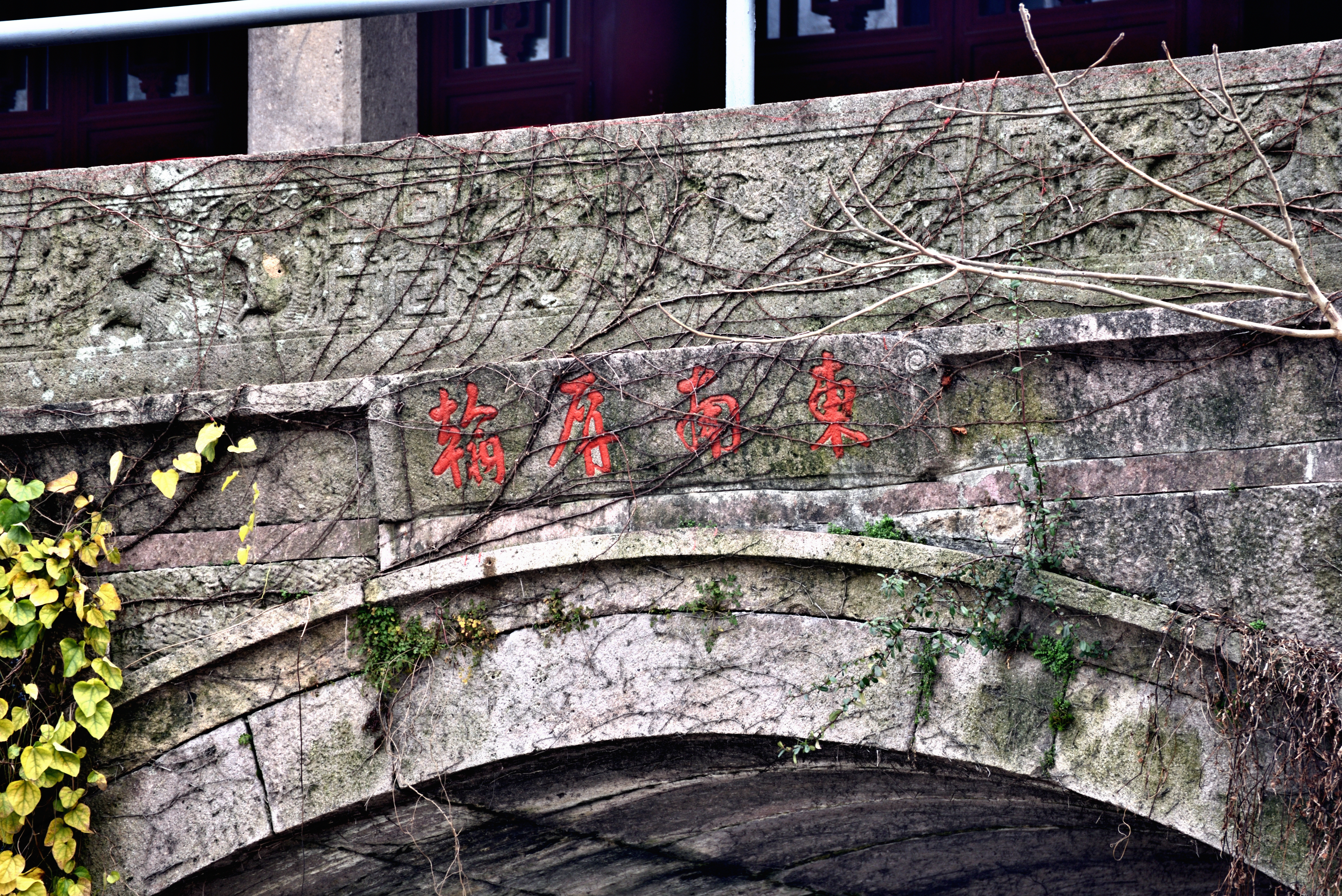
北侧石额“东南屏翰”
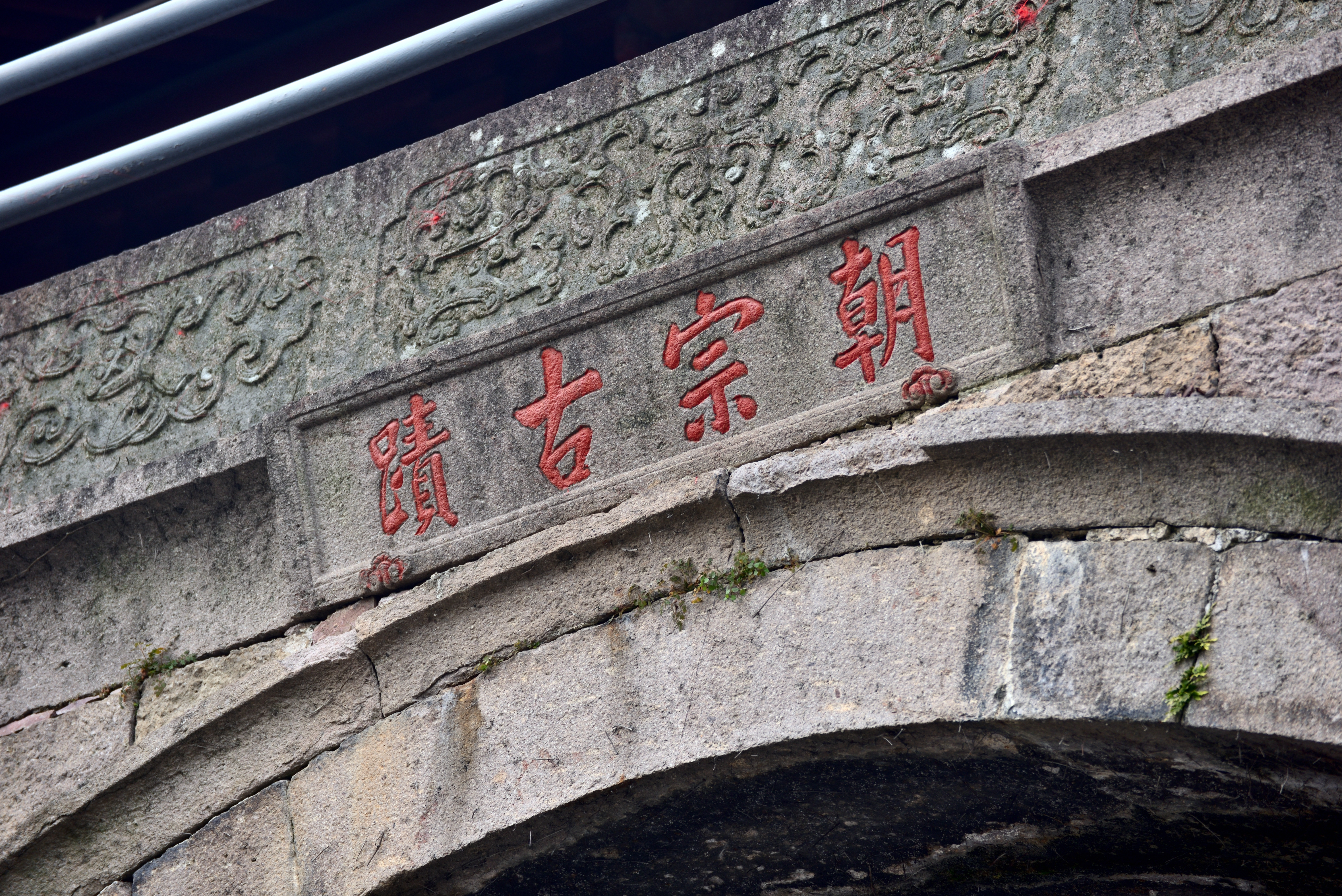
南侧石额“朝宗古迹”
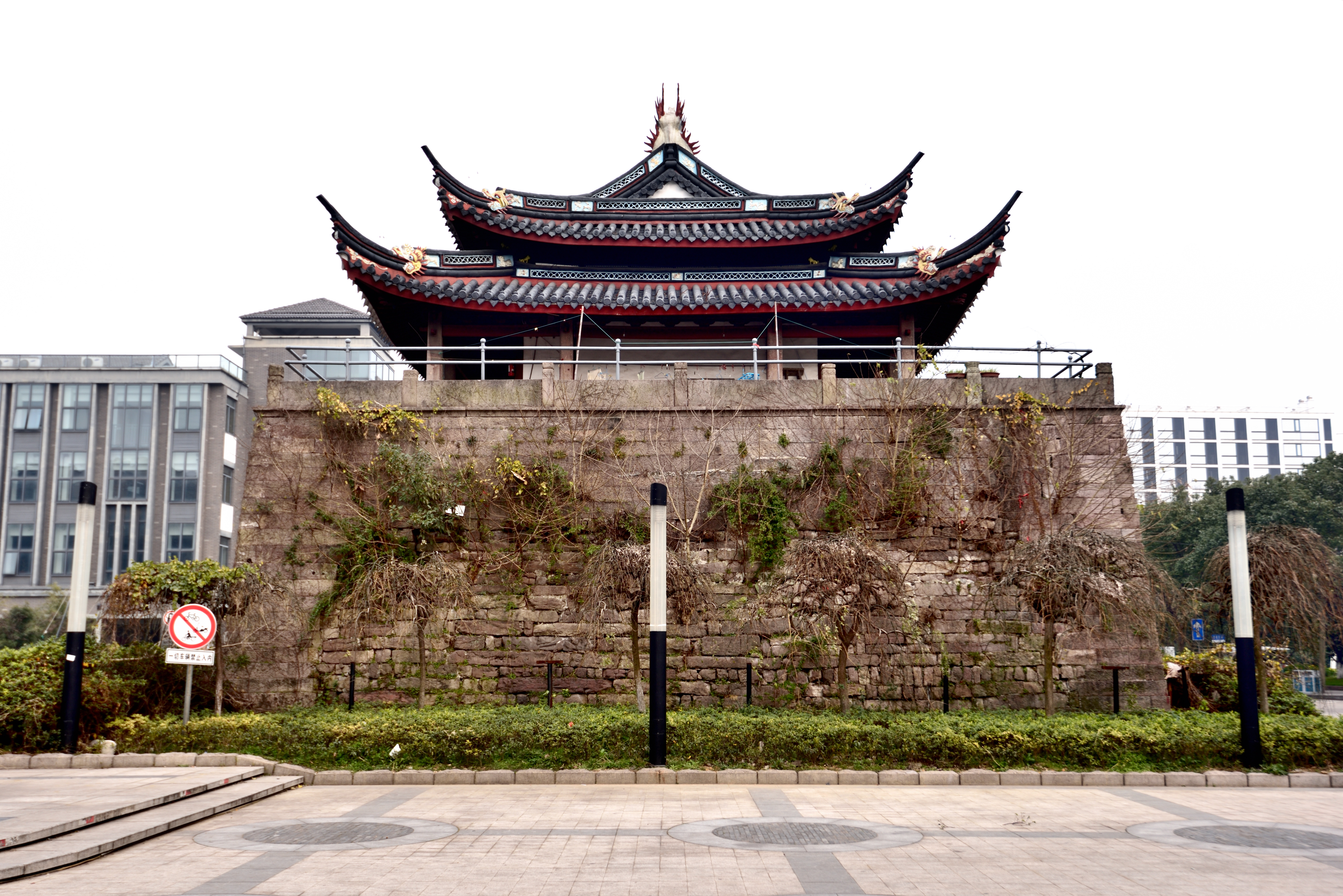
鼓楼西侧
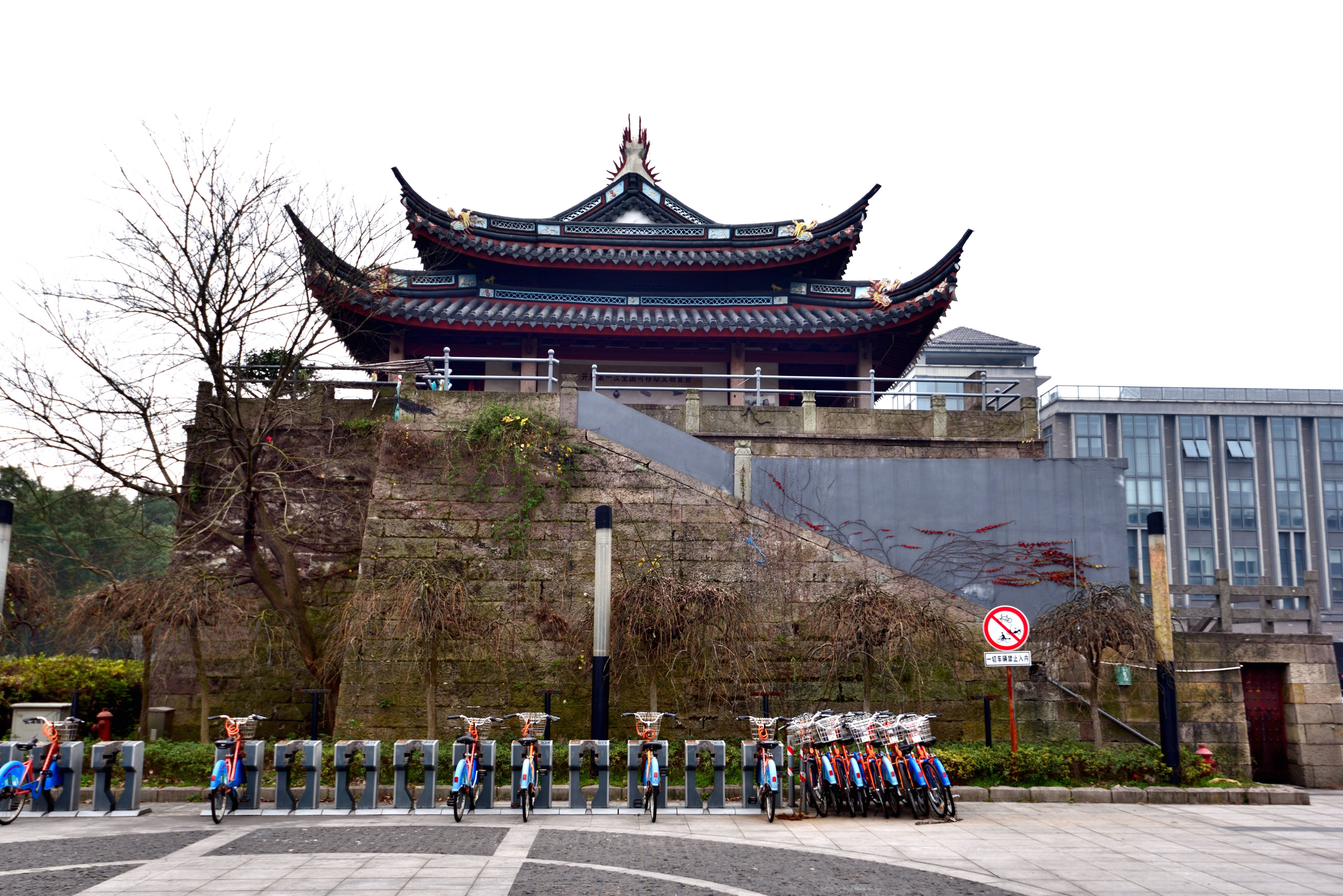
鼓楼东侧
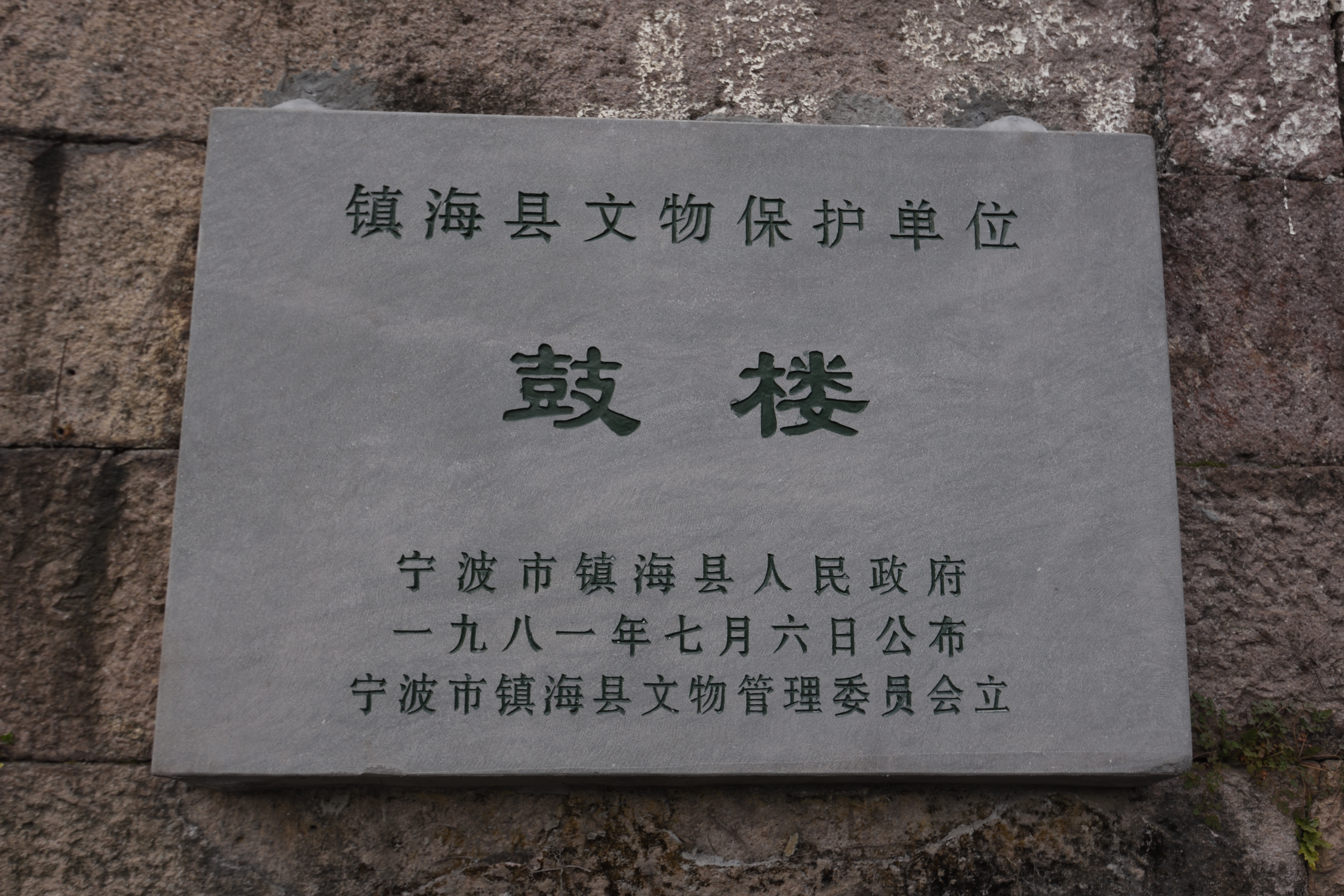
镇海鼓楼文保标识